# Melles
Melles (okzitanisch Mèles) ist eine französische Gemeinde mit 85 Einwohnern (Stand: 1. Januar 2022) im Département Haute-Garonne in der Region Okzitanien (vor 2016 Midi-Pyrénées). Sie gehört zum Arrondissement Saint-Gaudens und zum Kanton Bagnères-de-Luchon. Die Einwohner werden Mellois genannt.

## Lage
Melles liegt am Pyrenäen-Kamm, der hier die Grenze zu Spanien markiert. Die obere Garonne durchbricht die Kammlinie und erreicht Melles als ersten französischen Ort. Die Grenze zu Spanien liegt größtenteils oberhalb der Baumgrenze; der höchste Berg in der Gemeinde ist der Cap de la Pique mit 2034 m über dem Meer im äußersten Südwesten. Weitere Erhebungen sind der Pic de la Soulère (1799 m) und der Tuc des Pans (1723 m). Umgeben wird Melles von den Nachbargemeinden Boutx im Nordwesten und Norden, Saint-Lary im Nordosten, Antras im Osten, Sentein im Osten und Südosten, Canejan (Spanien) im Süden sowie Fos im Südwesten und Westen. Am Grenzübergang nach Spanien endet die Route nationale 125.

## Bevölkerungsentwicklung
| Jahr                       | 1962 | 1968 | 1975 | 1982 | 1990 | 1999 | 2011 | 2020 |
| Einwohner                  | 218  | 183  | 162  | 115  | 109  | 104  | 113  | 90   |
| Quellen: Cassini und INSEE |      |      |      |      |      |      |      |      |

## Sehenswürdigkeiten

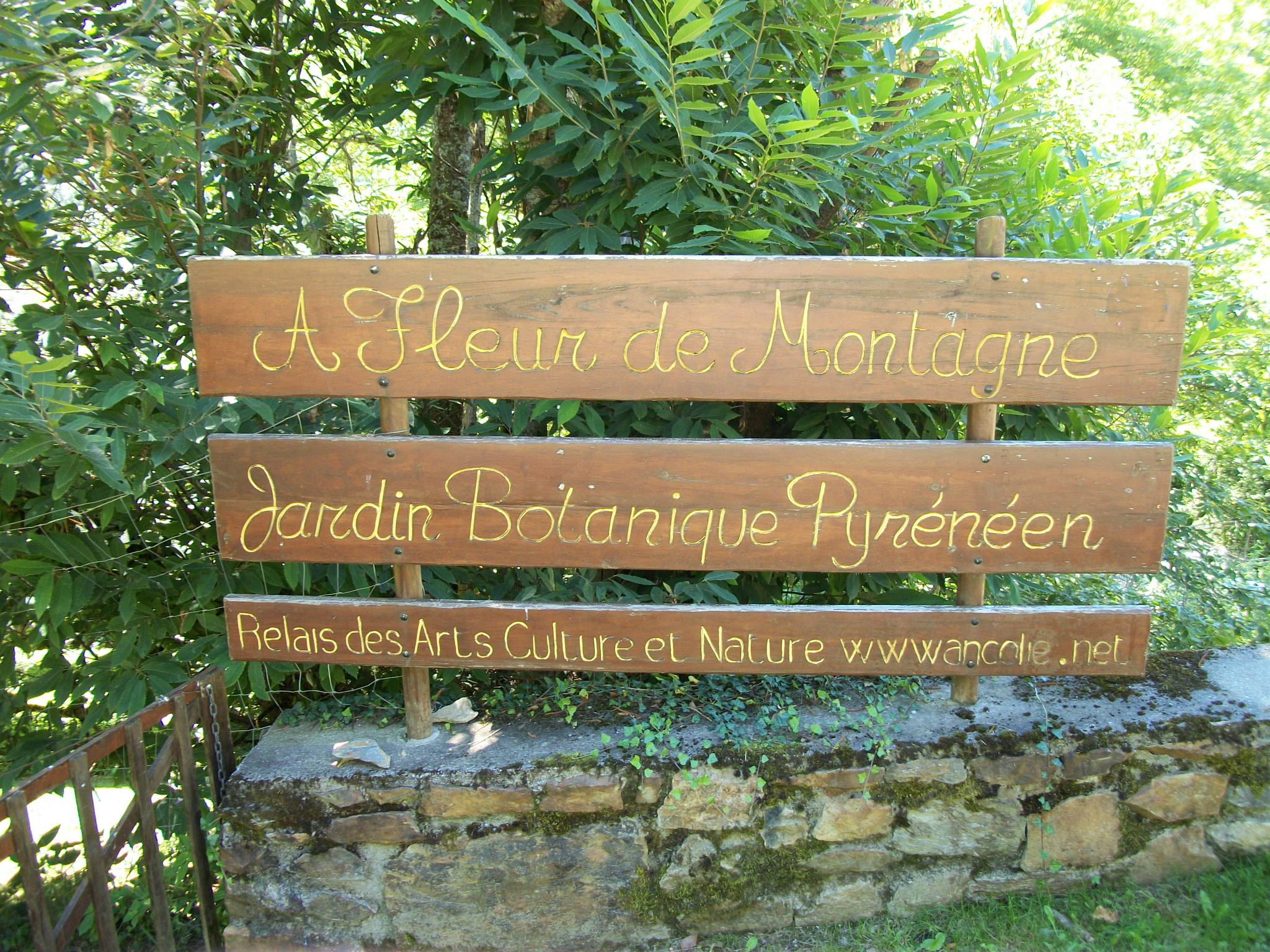
Eingang zum Botanischen Garten

- Kirche Saint-Pancrace
- Botanischer Garten der Pyrenäen